# Arctic Race of Norway 2016
L'Arctic Race of Norway 2016, quarta edizione della corsa, valida come prova di classe 2.HC del UCI Europe Tour 2016, si svolse in quattro tappe dall'11 al 14 agosto 2016 per un percorso totale di 727,5 km. La corsa partì da Fauske e si concluse a Bodø. Fu vinta dall'italiano Gianni Moscon davanti all'olandese Stef Clement e all'altro italiano, Oscar Gatto.
Dalla partenza di Fauske 131 ciclisti presero il via, dei quali 123 tagliarono il traguardo di Bodø.

## Tappe
| Tappa  | Data      | Percorso                 | km    | Vincitore di tappa | Leader cl. generale |
| ------ | --------- | ------------------------ | ----- | ------------------ | ------------------- |
| 1ª     | 11 agosto | Fauske > Rognan          | 176,5 | Alexander Kristoff | Alexander Kristoff  |
| 2ª     | 12 agosto | Mo i Rana > Sandnessjøen | 198   | Danny Van Poppel   | Danny Van Poppel    |
| 3ª     | 13 agosto | Nesna > Korgfjellet      | 160   | Gianni Moscon      | Gianni Moscon       |
| 4ª     | 14 agosto | Rana > Bodø              | 193   | John Degenkolb     | Gianni Moscon       |
| Totale | Totale    | Totale                   | 727,5 |                    |                     |

## Squadre e corridori partecipanti
| N.      | Cod. | Squadra                |
| ------- | ---- | ---------------------- |
| 1-6     | KAT  | Team Katusha           |
| 11-16   | AST  | Astana Pro Team        |
| 21-26   | BMC  | BMC Racing Team        |
| 31-36   | DDD  | Dimension Data         |
| 41-46   | IAM  | IAM Cycling            |
| 51-56   | FDJ  | FDJ                    |
| 61-66   | TJO  | Joker-Byggtorget       |
| 71-75   | SSG  | Stölting Service Group |
| 81-86   | TNK  | Tinkoff                |
| 91-96   | COH  | Team Coop-ØsterHus     |
| 101-106 | FVC  | Fortuneo-Vital Concept |

| N.      | Cod. | Squadra                     |
| ------- | ---- | --------------------------- |
| 111-116 | SKY  | Team Sky                    |
| 121-126 | TGA  | Team Giant-Alpecin          |
| 131-136 | TLJ  | Team Lotto NL-Jumbo         |
| 141-146 | TFR  | Trek-Segafredo              |
| 151-156 | BOA  | Bora-Argon 18               |
| 161-166 | DEN  | Direct Énergie              |
| 171-176 | WGG  | Wanty-Groupe Gobert         |
| 181-186 | TSV  | Topsport Vlaanderen-Baloise |
| 191-196 | ONE  | ONE Pro Cycling             |
| 201-206 | TSS  | Team Sparebanken Sør        |
| 211-216 | KRA  | Ringeriks-Kraft             |

## Dettagli delle tappe

### 1ª tappa
- 11 agosto: Fauske > Rognan – 176,5 km

Risultati
| Pos. | Corridore          | Squadra | Tempo    |
| ---- | ------------------ | ------- | -------- |
| 1    | Alexander Kristoff | Katusha | 4h10'02" |
| 2    | John Degenkolb     | Giant   | s.t.     |
| 3    | Danny van Poppel   | Sky     | s.t.     |

| Pos. | Corridore          | Squadra | Tempo    |
| ---- | ------------------ | ------- | -------- |
| 1    | Alexander Kristoff | Katusha | 4h10'02" |
| 2    | Grégory Rast       | Trek    | a 3"     |
| 3    | John Degenkolb     | Giant   | a 4"     |

### 2ª tappa
- 12 agosto: Mo i Rana > Sandnessjøen – 198 km

Risultati
| Pos. | Corridore        | Squadra  | Tempo    |
| ---- | ---------------- | -------- | -------- |
| 1    | Danny van Poppel | Sky      | 4h46'16" |
| 2    | John Degenkolb   | Giant    | s.t.     |
| 3    | Moreno Hofland   | Lotto NL | s.t.     |

| Pos. | Corridore          | Squadra | Tempo    |
| ---- | ------------------ | ------- | -------- |
| 1    | Danny van Poppel   | Sky     | 8h56'04" |
| 2    | John Degenkolb     | Giant   | a 2"     |
| 3    | Alexander Kristoff | Katusha | a 4"     |

### 3ª tappa
- 13 agosto: Nesna > Korgfjellet – 160 km

Risultati
| Pos. | Corridore     | Squadra | Tempo    |
| ---- | ------------- | ------- | -------- |
| 1    | Gianni Moscon | Sky     | 4h00'09" |
| 2    | Stef Clement  | IAM     | a 11"    |
| 3    | Oscar Gatto   | Tinkoff | a 24"    |

| Pos. | Corridore     | Squadra | Tempo     |
| ---- | ------------- | ------- | --------- |
| 1    | Gianni Moscon | Sky     | 12h56'17" |
| 2    | Stef Clement  | IAM     | a 15"     |
| 3    | Oscar Gatto   | Tinkoff | a 30"     |

### 4ª tappa
- 14 agosto: Rana > Bodø – 193 km

Risultati
| Pos. | Corridore          | Squadra | Tempo    |
| ---- | ------------------ | ------- | -------- |
| 1    | John Degenkolb     | Giant   | 4h17'40" |
| 2    | Alexander Kristoff | Katusha | s.t.     |
| 3    | Arnaud Démare      | FDJ     | s.t.     |

| Pos. | Corridore     | Squadra | Tempo     |
| ---- | ------------- | ------- | --------- |
| 1    | Gianni Moscon | Sky     | 17h13'57" |
| 2    | Stef Clement  | IAM     | a 15"     |
| 3    | Oscar Gatto   | Tinkoff | a 30"     |

## Evoluzione delle classifiche
| Tappa              | Vincitore          | Classifica generale | Classifica a punti | Classifica GPM   | Classifica giovani | Classifica a squadre | Premio combattività  |
| ------------------ | ------------------ | ------------------- | ------------------ | ---------------- | ------------------ | -------------------- | -------------------- |
| 1                  | Alexander Kristoff | Alexander Kristoff  | Alexander Kristoff | Tom Van Asbroeck | Danny van Poppel   | Team Sky             | Andreas Schillinger  |
| 2                  | Danny van Poppel   | Danny van Poppel    | Danny van Poppel   | Kévin Van Melsen | Danny van Poppel   | Team Sky             | Audun Brekke Fløtten |
| 3                  | Gianni Moscon      | Gianni Moscon       | Danny van Poppel   | Tom Van Asbroeck | Gianni Moscon      | Team Sky             | Leigh Howard         |
| 4                  | John Degenkolb     | Gianni Moscon       | John Degenkolb     | Tom Van Asbroeck | Gianni Moscon      | Team Sky             | Anders Skaarseth     |
| Classifiche finali | Classifiche finali | Gianni Moscon       | John Degenkolb     | Tom Van Asbroeck | Gianni Moscon      | Team Sky             | Non assegnata        |

Maglie indossate da altri ciclisti in caso di due o più maglie vinte
- Nella 2ª tappa John Degenkolb ha indossato la maglia verde al posto di Alexander Kristoff.
- Nella 3ª tappa John Degenkolb ha indossato la maglia verde al posto di Danny van Poppel e Adrian Aas Stien ha indossato quella bianca al posto di Danny van Poppel.
- Nella 4ª tappa Odd Christian Eiking ha indossato la maglia bianca al posto di Gianni Moscon.

## Classifiche finali

### Classifica generale
| Pos. | Corridore            | Squadra      | Tempo     |
| ---- | -------------------- | ------------ | --------- |
| 1    | Gianni Moscon        | Sky          | 17h13'57" |
| 2    | Stef Clement         | IAM          | a 15"     |
| 3    | Oscar Gatto          | Tinkoff      | a 30"     |
| 4    | Martin Elmiger       | IAM          | a 34"     |
| 5    | Odd Christian Eiking | FDJ          | s.t.      |
| 6    | Sebastián Henao      | Sky          | a 38"     |
| 7    | Preben Van Hecke     | Topsport Vl. | a 41"     |
| 8    | Philippe Gilbert     | BMC          | s.t.      |
| 9    | Reto Hollenstein     | IAM          | s.t.      |
| 10   | Amaël Moinard        | BMC          | s.t.      |

### Classifica a punti
| Pos. | Corridore          | Squadra  | Punti |
| ---- | ------------------ | -------- | ----- |
| 1    | John Degenkolb     | Giant    | 39    |
| 2    | Alexander Kristoff | Katusha  | 35    |
| 3    | Danny van Poppel   | Sky      | 32    |
| 4    | Moreno Hofland     | Lotto NL | 23    |
| 5    | Gianni Moscon      | Sky      | 16    |

### Classifica scalatori
| Pos. | Corridore           | Squadra     | Punti |
| ---- | ------------------- | ----------- | ----- |
| 1    | Tom Van Asbroeck    | Lotto NL    | 12    |
| 2    | Carl Fredrik Hagen  | Sparebanken | 7     |
| 3    | Andreas Schillinger | Bora        | 6     |
| 4    | Gianni Moscon       | Sky         | 5     |
| 5    | Leigh Howard        | IAM         | 5     |

### Classifica giovani
| Pos. | Corridore            | Squadra | Tempo     |
| ---- | -------------------- | ------- | --------- |
| 1    | Gianni Moscon        | Sky     | 17h13'57" |
| 2    | Odd Christian Eiking | FDJ     | a 34"     |
| 3    | Sebastián Henao      | Sky     | a 38"     |
| 4    | Bjørn Tore Hoem      | Joker   | a 41"     |
| 5    | Loïc Vliegen         | BMC     | a 48"     |

### Classifica a squadre
| Pos. | Squadra                     | Tempo     |
| ---- | --------------------------- | --------- |
| 1    | Team Sky                    | 51h43'27" |
| 2    | IAM Cycling                 | s.t.      |
| 3    | BMC Racing Team             | a 34"     |
| 4    | Topsport Vlaanderen-Baloise | a 2'37"   |
| 5    | Bora-Argon 18               | a 2'41"   |